# Cédric (bande dessinée)
Pour les articles homonymes, voir Cédric.
Cédric est une série de bande dessinée humoristique belge de Raoul Cauvin au scénario et Laudec au dessin. Sa publication a commencé en 1986.

## Description

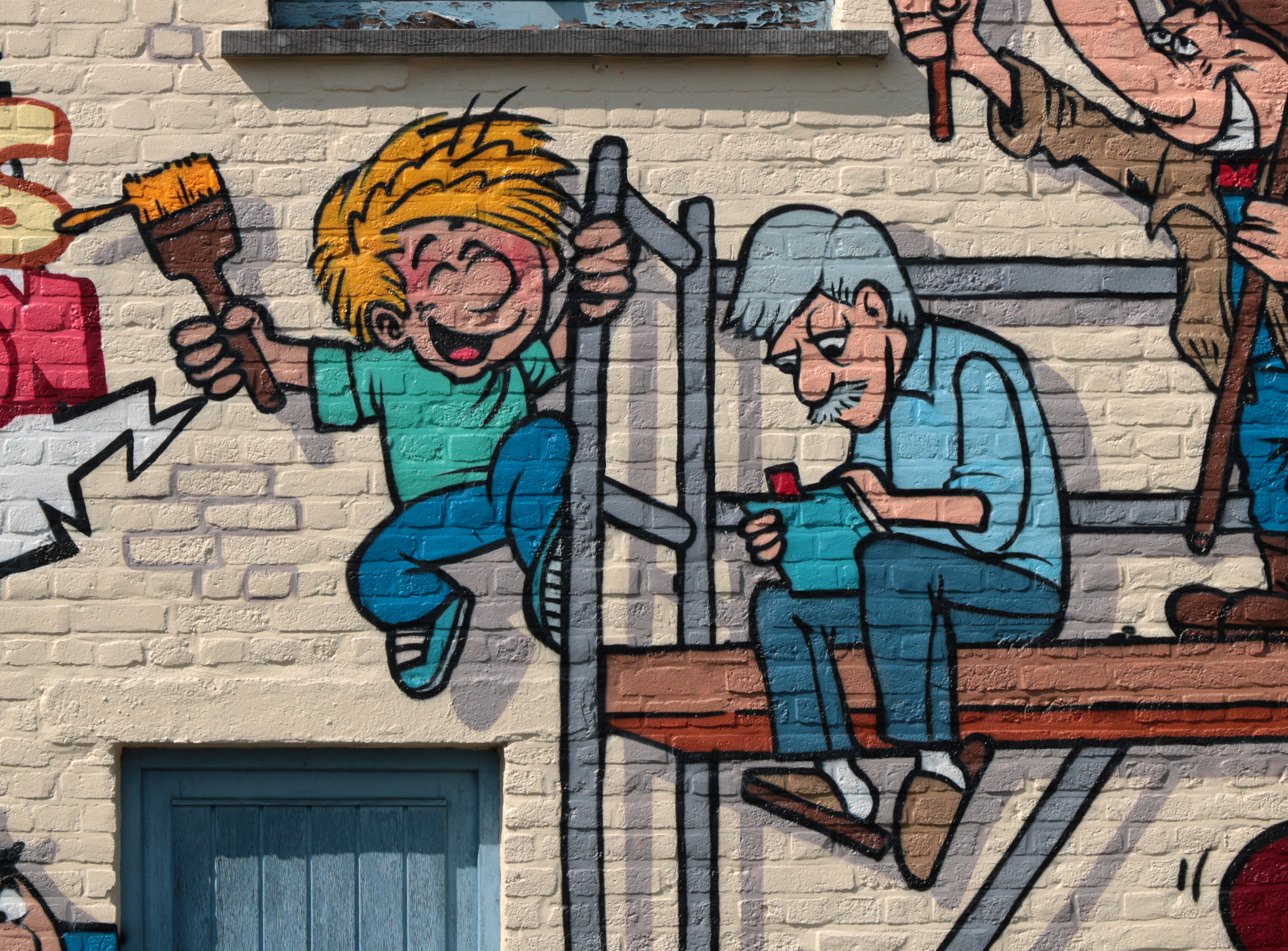
Cédric peint durant le festival de street art Fresh Paint OLLN sur la façade de la Maison de la Citoyenneté à Ottignies, avec son grand-père, représenté sous les traits de Raoul Cauvin, assis sur un échafaudage,,.

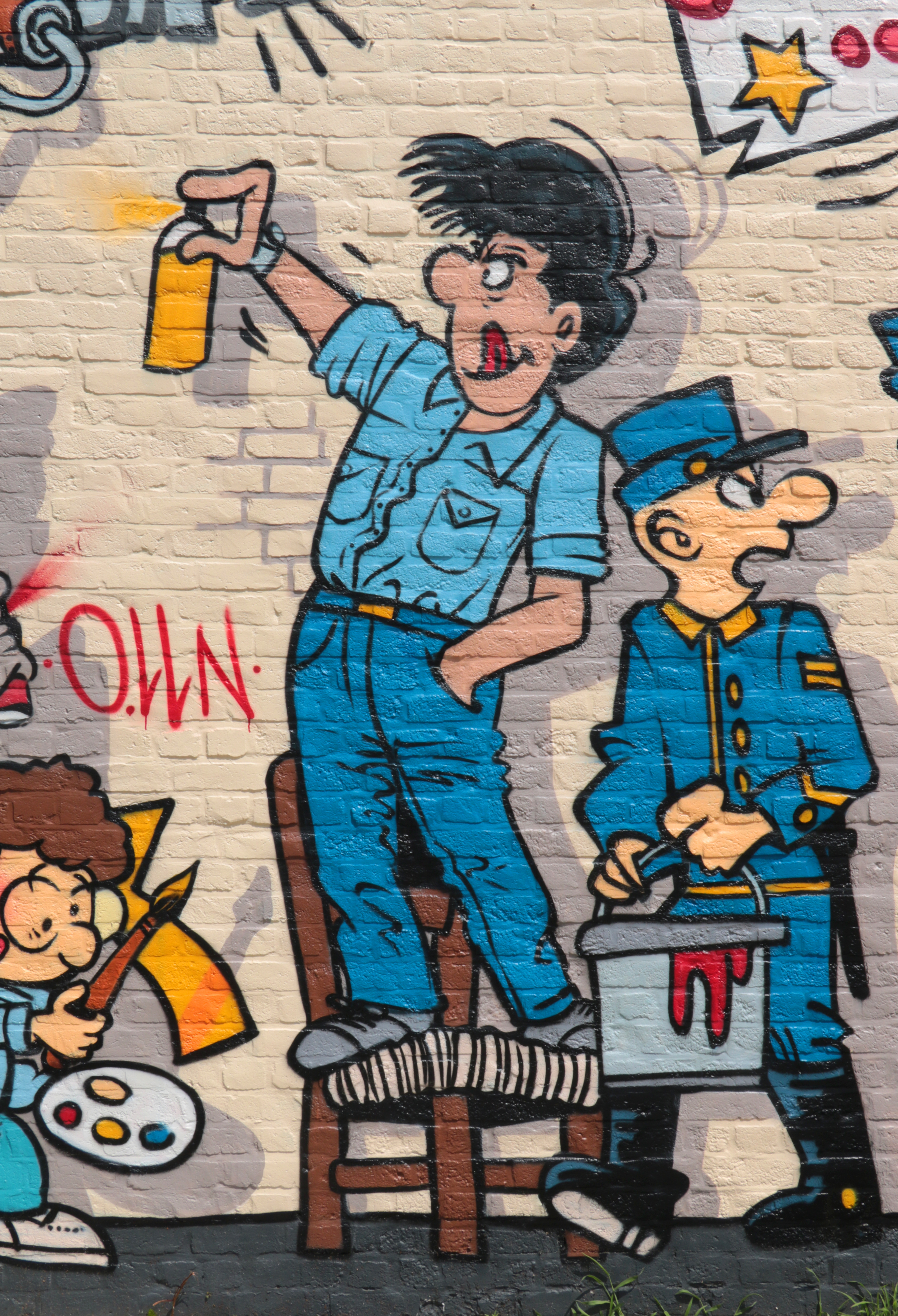
Robert, le père de Cédric.

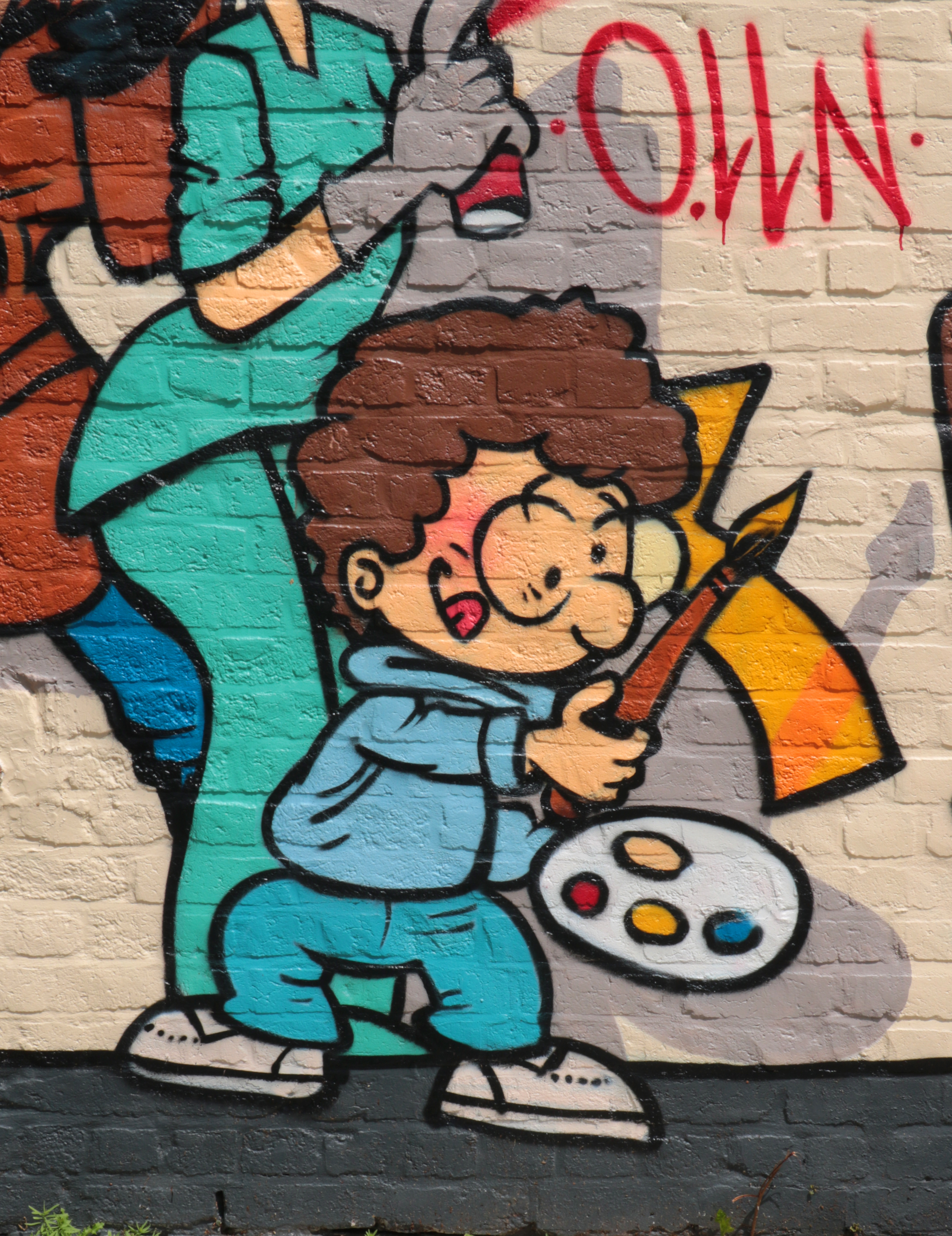
Christian, le copain de Cédric.

### Synopsis
Cédric Dupont est un jeune garçon de huit ans, espiègle et pas très studieux, ayant souvent de mauvais résultats scolaires. Il voit sa vie basculer lorsqu'une nouvelle élève arrive à l'école. Elle est chinoise et s'appelle Chen. Cédric en tombe très vite amoureux. Il essaye à plusieurs reprises de lui déclarer sa flamme, mais il n'y arrive jamais, car, à chaque fois, il a un petit problème qui lui fait rater sa déclaration. Il a un rival, Nicolas d'Aulnay des Charentes du Ventou, dont la famille est très riche et qui est premier de la classe comme Chen.
Cédric vit avec ses deux parents : Robert, vendeur de tapis, et Marie-Rose, femme au foyer, avant qu'elle n'obtienne un travail à mi-temps dans une boulangerie à partir du dix-septième tome. Dans la maison habite aussi le grand-père maternel de Cédric, Jules Boudinet alias "Pépé", retraité et veuf, et qui s'entend assez mal avec le père de Cédric, qu'il surnomme « le vendeur de “carpettes” ».
Le meilleur copain de Cédric, Christian, est toujours prêt à le suivre dans les bons (et les moins bons) coups.

### Les personnages

#### Cédric Dupont (personnage principal)
Cédric est un petit garçon turbulent de huit ans à l'intelligence vive. Il arrive à sa nouvelle école lors du premier tome. Il fait rapidement la connaissance de Christian, son meilleur ami, et de mademoiselle Nelly, son institutrice. Il habite avec son grand-père et ses parents. La situation est souvent tendue entre son père et son grand-père, qui est le père de sa mère. Malgré son fort caractère et son côté facilement irritable, Cédric a profondément bon fond. Il est très amoureux de Chen, mais ne parvient jamais à lui déclarer sa flamme à cause d’un évènement l’en empêchant.

#### Ses parents
Marie Rose  Boudinet :
La mère de Cédric, est mère au foyer. Au bout du tome 17, elle travaille à mi-temps dans une boulangerie. Elle essaye régulièrement d'éviter les disputes entre son mari et son père, jouant souvent le rôle d'arbitre entre les deux.
Robert  Dupont
Le père de Cédric est vendeur de tapis. Il a rencontré sa femme dans son magasin et il supporte mal son beau-père.
Cedric lui ramène toujours de mauvais bulletins scolaires, ce qui  le rend fou de rage. Il n'est présent à la maison que l'après-midi avant le dîner. Il aime bien lire son journal tranquille de temps en temps sans être dérangé par ses proches. Mais malgré son caractère, Robert a bon cœur et aime bien parfois aider sa famille et même son beau-père. 

#### Le grand-père de Cédric
Jules Boudinet ou Rohart (Pépé se mouille) alias Pépé, le grand-père de Cédric, menace souvent d'aller à l'hospice si on ne le traite pas correctement. Il partage une très grande complicité avec Cédric, son petit-fils. Toujours à lui raconter les histoires de sa jeunesse, il peut aussi commettre des gaffes quelquefois.
Il parle souvent à la photo de sa défunte épouse, Germaine, quand il a un coup de blues. Mais il lui dit également souvent qu'il regrette qu'elle n'ait pas connu Cédric car on ne s'ennuie jamais avec lui.
Il a une sœur, Jeanne, que Cédric va voir quelques fois. Elle possède de nombreux chats et est très gentille.

#### Chen Liaoping
C'est une bonne amie de Cédric dont le jeune garçon est amoureux. Elle est d'origine chinoise.  Elle apprécie Cédric en tant qu'ami bien que ce dernier soit amoureux d'elle, mais elle déteste la jalousie de Cédric envers les autres garçons. Lorsqu’elle est en colère, mieux vaut ne pas l'énerver, car elle peut lancer des injures en chinois, sa langue maternelle. Elle connaît bien le  grand-père de Cédric et l’apprécie beaucoup aussi.
L'une des particularités de Chen est son accent : elle prononce les « r » comme des « l ». Elle perd cet accent dans la saison 3 de la série, à l’exception d'un épisode, où Cédric se remémore sa rencontre avec Chen.

#### Lily
C'est une jeune fille qui apparaît pour la première fois à la fin du vingt-deuxième tome Elle est moche. Asthmatique, elle est folle amoureuse de Cédric et le colle sans cesse. Très jalouse des autres filles que côtoie Cédric, elle n’hésite pas à frapper ses rivales pour montrer sa jalousie (sans aucun émotion sur le visage). Elle ne semble d’ailleurs s’intéresser à personne d’autre que Cédric, et ne semble pas avoir d’amis. Dans la série d'animation, elle s'appelle Capucine.

#### Mademoiselle Nelly
C'est l'institutrice de Cédric. Mademoiselle Nelly est blonde et très gentille. Elle est toujours prévenante avec les enfants même si elle ne se laisse pas faire.

#### Christian
C'est le meilleur ami de Cédric. Il a des lunettes et fait toujours les 400 coups avec Cédric. Il a une sœur, Adeline, qui est dans la même classe que Christian. Adeline a un faible pour Cédric mais celui-ci l'ignore.

#### Nicolas d'Aulnay des Charentes du Ventou
C'est le rival de Cédric, avec qui il se dispute souvent. C'est un garçon issu d'une famille très riche ayant beaucoup de privilèges, ce qui ne le rend que très peu apprécié de ses camarades au sein de sa classe. Il est très gâté par son père, qui est diplomate. Il est également amoureux de Chen, ce qui rend Cédric très jaloux. Il est présenté comme l'antagoniste de la série, même si lui et Cédric arrivent parfois à s'entendre. 

#### Caprice
Elle n'est pas présente dans les premiers ouvrages. C'est une jeune fille très sportive qui court tout le temps. Christian a un faible pour elle.

#### Yolande Carfavelle
Surnommée « Yéti » par Cédric et ses camarades, c'est la cousine de Cédric. Elle n’apparaît qu’occasionnellement dans quelques tomes. Ses parents sont très riches et elle est présentée comme très snob et pas toujours bien élevée. Cédric ne l'apprécie pas beaucoup, comme la plupart de ses camarades de classe.

#### Céline
C'est une amie de Cédric qui présente souvent le spectacle de Noël. Son grand-père est très ami avec le grand-père de Cédric.

#### MmeBertrand et Caligula
Madame Bertrand est une voisine de Cédric qui est veuve. Elle a un grand chien nommé Caligula qui déteste les chats, et encore plus les facteurs (bien que Caligula se montre parfois très affectueux). Cédric le promène assez souvent pour se faire de l’argent de poche.

#### Les autres camarades
Beaucoup de camarades de Cédric apparaissent dans les BDs : Manu (un accro à la télévision), Félix, Stéphane, Freddy et Michaël pour les garçons et Valérie, Jenny, Jocelyne, Sophie, Ludivine et Chantal pour les filles.

#### Le personnel de l'école
Le professeur de sport, Jean-Jacques Olivier, et le psychologue, Gérard Lemaire, sont deux personnages récurrents des BD. Cédric ne les apprécie pas trop. M. Olivier a un petit faible pour Mlle Nelly.

#### Le propriétaire de la baraque à frite
Cédric, son père et/ou son grand-père terminent souvent une histoire à manger dehors quand ils ont énervé Marie-Rose.

#### Les scouts
Cédric va quelques fois chez les scouts. Il est encadré par Baloo, le chef des scouts, et Roger (Monsieur Le Vicaire), un jeune prêtre assez présent dans les premiers romans qui donne des cours de religion.

#### Autres voisins et commerçants
Parmi les autres voisins notables, on peut compter madame Comhair, une vieille dame veuve qui adore commérer ; le boucher, qui se fait avoir par monsieur Boudinet ou Cédric.

## Analyse

### Historique
- 1986

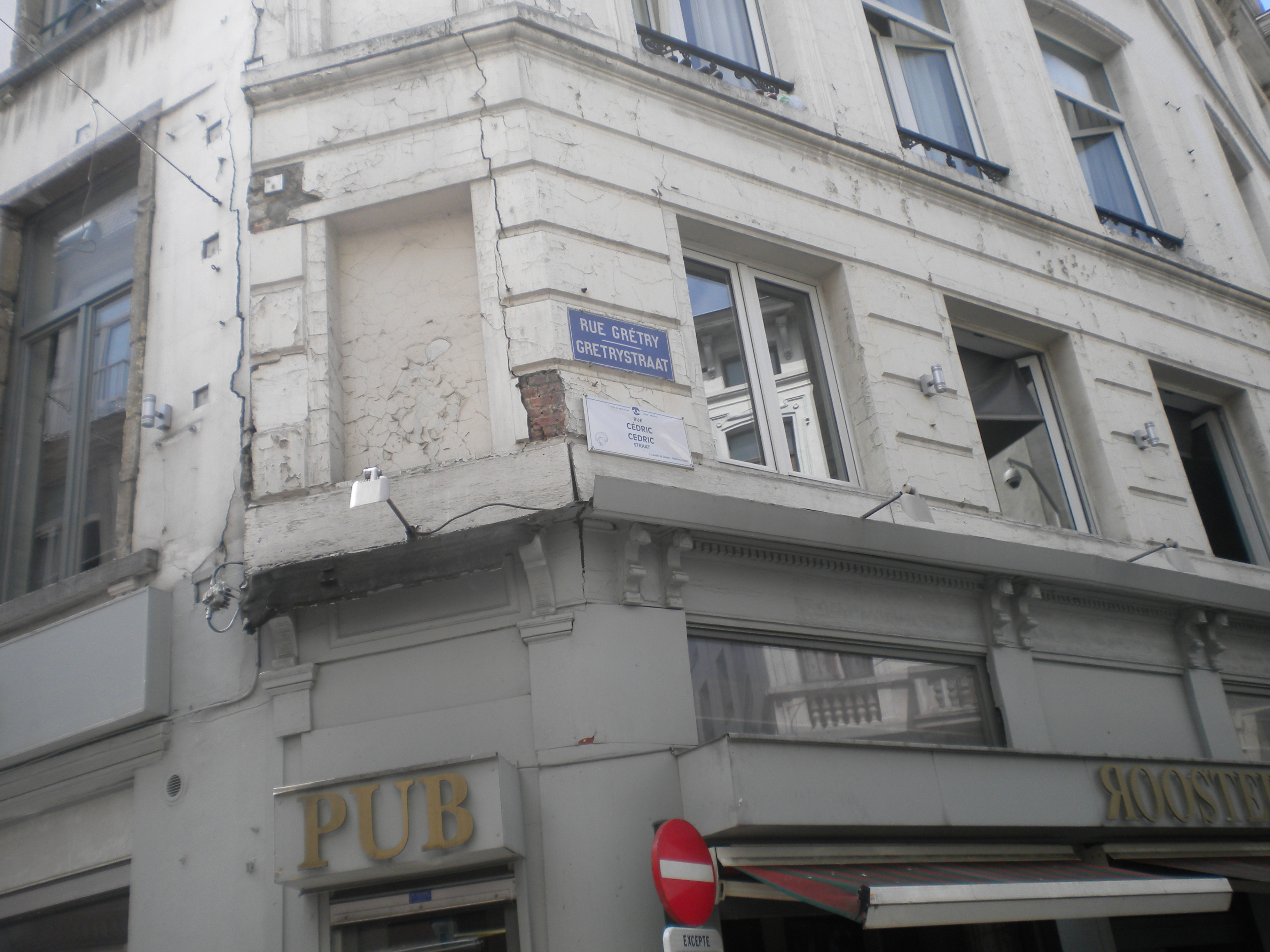
Rue Cédric à Bruxelles.

  - Les aventures de Cédric sont publiées pour la première fois le 23 décembre 1986 dans Spirou.
- 1989
  - Le 1er tome de Cédric est paru le 1er février 1989. (Pour la suite des tomes : voir les albums de Cédric).
- 2002
  - La série animée est pour la 1re fois diffusée sur Canal J en décembre 2002. (Voir les pages sur la série et les épisodes).
- 2002
  - Cédric fait sa 1re apparition dans la bibliothèque rose le 10 avril 2002 (Voir la liste des tomes).
- 2008
  - Un jeu vidéo a aussi été élaboré : Cedric : L'Anniversaire de Chen, sorti le 4 juillet 2008 uniquement sur Nintendo DS.
- 2021
  - Décès du scénariste Raoul Cauvin.

## Publications

### Revues
Depuis sa création, les gags de Cédric paraissent chaque semaine dans le magazine hebdomadaire belge Spirou. Il y parut pour la première fois le 23 décembre 1986, dans le no 2541 "spécial Noël".
Pendant un certain temps, la série Cédric parut aussi dans Le Journal de Mickey, hebdomadaire français pour les jeunes de 7 à 14 ans. Il apparaît également toutes les semaines dans Télé Star.

### Albums
Au total, trente-six tomes ont été publiés aux Éditions Dupuis et diffusés à plus de huit millions d'exemplaires (en 2006, par exemple, 200 000 exemplaires du vingt-et-unième album intitulé On rêvasse ont été vendus en quelques mois).
Tome 1 : Premières Classes (1989) (comprend : Carpette spatiale, Cœur blessé, Nuit chaude à Paname, Des mômes en pétard, Ça n'arrive pas qu'aux autres, L'église au milieu du village, Rambo et moi, La fin justifie les moyens  et Chanson à boire).
Tome 2 : Classes de neige (1989) (comprend : Classes de neige, La chasse, Skateboard, Les vieux, La fin justifie les moyens, La visite du premier ministre, Athlète en herbe, Le match de foot, Du rêve à la réalité, L'école des fans).
Tome 3 : Classe tous risques (1990) (comprend :  La p'tite nouvelle, Plein les narines, Les ballons, Disciplines olympiques, Maman bobo, Boat people, Conduite en état de fou rire, Première ivresse, Le cadeau, Un amour en chasse un autre..., La burette, Bronzette, Le bulletin, Les "fous" de la télé et Pique-nique). Dans ce troisième tome Cédric rencontre Chen, une petite fille chinoise.
Tome 4 : Papa a de la classe (1991) (comprend : Il y a flocon et flocon..., Chats, chats, chats..., Un mec au parfum, Une histoire qui décoiffe, À chacun son style, L'amour, toujours l'amour..., Filatures en tout genre, Youkaïdi youkaïda !, Message non reçu, La grande scène, Au poil !, Choix difficile, Un homme manque à l'appel)
Tome 5 : Quelle mouche le pique ? (1992) (comprend :  Un petit caillou dans la godasse..., Zéro est arrivé, Histoire de poux, Pas si bête, Le bal à Grand-Papa, Les majorettes, Le skate se débine, T'as pas vingt balles ?, Pas vu, pas connu, Arrangement à l'amiable, Les affaires sont les affaires, Jalousie, Souffle coupé, La communion solennelle, La brouille, Souviens-toi, Pépé...)
Tome 6 : Chaud et froid (1993) (comprend : Champion de skate-board, De l'éclair à la foudre, Les petits cadeaux, Pin's à gogo, Horrible cousine, De mon temps..., Amour de glace, Chantage, Un papa sur les roses, Razzia dans le pommier, Le petit oiseau va sortir, Tu veux voir mon bulletin ?, La cuisine de pépé, Il y a des jours comme ça..., Pépé le Moko, À la queue leu leu, Coup de fatigue, Ça rend sourd)
Tome 7 : Pépé se mouille  (1994) (comprend :  Cédric mène campagne, L'imagination féconde, Aïe, maman, bobo... Des blancs en neige, Pour faire vrai, Râles d'eau, Humour en demi-teinte, Marche ou paie !, Un petit coin de parapluie, Coupe maison, Disparu sans laisser d'adresse, Joueur de trempette, L'homme de paille, La cousine infernale, Nuit d'orage, Les nerfs à vif !, Souvenirs, souvenirs...)
Tome 8 : Comme sur des roulettes (1994) (comprend : Douce nuit, Jouez, c'est gagné, Un coup de vieux..., Bulletin recyclé, Un instant d'intimité, Première rencontre, La bonne planque, Artiste en herbe, Leçon de maintien, Toute peine mérite salaire, Miss Muscle, À en perdre la boule, Bague à part, Dialogue de sourds, Affreuse méprise, L'art de présenter les choses)
Tome 9 : Parasite sur canapé (1995) (comprend :  Le petit oiseau va sortir, C'est râpé, Chaud et froid, Le cadeau de Noël, Le choc, Un regard critique, Blurp !, Si l'on dansait ?, Coup de cafard, Le prisonnier des toilettes, Tous les moyens sont bons..., Un glos gâteau laté..., Pépé prend l'air, Paiement en nature, Où sont les autres ?, Le volontaire se rebiffe, Relax Max)
Tome 10 : Gâteau-surprise (1996) (comprend :  Faux départ, ♫♪, Auto-punition, Réveillon tendresse, Mauvais joueurs, Excès de prudence, Sommeil profond, Cruelle déception, Banale méprise, Courrier maudit, Soutien de famille, La grande lessive, Le fanfaron, À chacun sa méthode, S.O.S. Télé)
Tome 11 : Cygne d'étang (1997) (comprend : Le langage des cygnes , Plus sûrs et plus rapides..., L'art et la manière, Des petites bêtes partout..., La leçon d'histoire, La larme à l'œil, Tous les moyens sont bons, L'ange déchu, Au fil de l'eau, Bulles et chewing-gum, S.A.M.U. et G.S.M., Instruments... de bord, Temps de pose, Homme à tout faire)
Tome 12 : Terrain minets (1998) (comprend :  Fugue de chatte , Pépé prend son bain, Premières amours, Mauvais cygne, Tamagotchi, Conte de Noël, La gazelle et le lapin, Ça va de soi, Un p'tit coin de parapluie, Pas si bête..., La faute au photomaton, Graine de champion, Raté !, Tu veux ma photo ?, La solitude)
Tome 13 : Papa, je veux un cheval ! (1999) (comprend :  Un caprice ,, Première neige, À chacun son métier, Jeu de nuit, L'indispensable portable, Le rouge est mis, Chantage, Dans le vent, Le maladroit, Comme sur des roulettes, La peur du ridicule, Des méninges ou du muscle, Yeux de secours, Tout est dans la tête, Sale bête, Mesquinerie)
Tome 14 : Au pied, j'ai dit ! (2000) (comprend :  Une bonne leçon , Des rollers à tout prix, Méprise, Tournez manège !, Lettres d'amour, Cache-cache, Amour et pince à épiler, Quand c'est fini, c'est fini..., Insomnie, Vente au détail, Ciné-fiasco, Et plis encore !)
Tome 15 : Avis de tempête (2001) (comprend :  Avis de tempête, Cirque de Pékin, Sacré tempérament, Mauvais perdants, Copains,copines, La façon de faire, Bronzer idiot, Dur à cuire, Perdu de vue, Le fugueur, Télé-lait, Vilain boudeur, Drague made in U.S.A., Mauvais plis)
Tome 16 : Où sont les freins ? (2002) (comprend :  Amour et trottinette, Fâcheux oubli, Histoire de dents, L'horloge parlante, Vu à la télé..., Le moral à plat, Un baiser sur la bouche, La fête à Jules, Des rêves plein la tête, La grande course, Les nerfs à vif, Le psy de l'école)
Tome 17 : Qui a éteint la lumière ? (2002) (comprend :  Fait d'hiver, Un mi-temps, Tomahawk et mocassins, La peau sur les os, Excès de vitesse, La fête à Pépé, Les importuns, La main dans la main, Ça sent le roussi !, File-moi un patin, À qui le mouchoir ?)
Tome 18 : Enfin seuls ! (2003) (comprend :  Attraction foirée, Toute vérité n'est pas bonne à dire, Les idées s'envolent, le nichoir reste, Une prothèse en herbe, La patience a des limites, À pied, à cheval et en voiture, Pépé fait de la résistance, À malin, malin et demi, Un mensonge qui fait tache, C'est pas la mer à boire, Une poule, sinon rien, Petite Marie)
Tome 19 : On se calme ! (2004) (comprend :  Fichez-moi la paix !,  Chaud ! Chaud ! Chaud !, Vu à la télé..., Le meilleur ami de l'homme, Vrai ou faux ?, Grosse déprime..., Mise au parfum, Gelée de groseille, Artiste en herbe, L'homme invisible, L'important, c'est la rose !)
Tome 20 : J'ai fini ! (2005) (comprend :  Quand maman s'en mêle..., Simple malentendu, Voyage scolaire, La Saint-Jules, Nuit blanche, Tous les moyens sont bons, Y a un truc..., Recours à la ruse, Entre chat et Chen..., Un truc infaillible, Un bébé sur les bras, Propre, c'est propre !, Un virus à l'école, Une vie de chien)
Tome 21 : On rêvasse ? (2006) (comprend :  La nouvelle , Laissez passer les p'tits papiers..., Rififi pour les toilettes, Ne réveillez pas l'homme qui dort, Mettre les choses au glaire, Avec ou sans fil ?, Trop plein de reconnaissance, Fâcheux oubli, Sitôt entré, sitôt sorti, Bébé pot de colle, Histoire d'eau, Prisonnier des glaces, La peur au ventre)
Tome 22 : Elle est moche ! (2008) (comprend :  Il y a de l'orage dans l'air, Le bulletin de la honte, Souvenirs souvenirs, À en rester baba, On a châtré Julius, Et ta sœur ?, Chantage..., À force de concentration, Crac !, Ail ail ail..., Rififi dans la crèche, Miroir, ô mon miroir !, Ange ou démon ?). Dans cet album apparaît Nelly.
Tome 23 : Je veux l'épouser ! (2009) (comprend :  Petite peste, La crampe..., Folle de moi !, Le bon moyen, Juste copains-copains, Les aléas de la vie, Bulletin et couche d'ozone, Surprise surprise, Le troublion, Tous les moyens sont bons, Donnant, donnant !, Miracle de Noël). Nelly est ici un personnage principal.
Tome 24 : J'ai gagné ! (2010) (comprend :  Blip blip rektektek blip blip, Un vrai pot de colle, Solitude..., Chat chat chat, Bulletin et tarte aux pommes, Ces nanas qui vous font tourner en bourrique, Wiii ? Non, Larmes à gogo, Questions embarrassantes, Tous pareils, C'est quoi un glog ?, Cadeau-surprise)
Tome 25 : Qu'est-ce qu'il a ? (2011) (comprend :  Et mourir... De plaisir..., Fâcheuse méprise, Effluves..., Modèles réduits, Ambiance-ambiance, Billets aller-retour, Fâcheux oubli, Trou de mémoire, Chats chats chats, Faux bulletin, Pas bien, Lily ?, Mauvaise volonté, Sports en chambre, Le monde sous-marin, Retour de manivelle)
Tome 26 : Graine de star (2012). (comprend :  La gaffe, Cédric et la une..., Tout ouïe, Chasse au gaspi, Disparu sans laisser d'adresse, Œil pour œil..., "L'exorchiste", Pépé voit jaune, Il y a des jours comme ça..., Tout est dans le regard, S.O.S. pépé, Rififi à Noël)
Tome 27 : C'est quand qu'on part ? (2013) (comprend :  Départ en fanfare, La tarte de la discorde, Ça ne tient qu'à un cheveu, De quoi je me mêle !, Faut pas chercher à comprendre, Ballons voyageurs, Stratégie gagnante, Plan drague, Dure réalité, Au nom de la marguerite, Y a-t-il un saint pour sauver Chen ?, Panique au ciné, Tous à l'abri !)
Tome 28 : Faux départ ! (2014)
Tome 29 : Un look d'enfer ! (2015)
Tome 30 : Silence, je tourne ! (2016)
Tome 31 : Temps de chien ! (2017)
Tome 32 : C'est pas du jeu ! (2018)
Tome 33 : Sans les mains (2019)
Tome 34 : Couché, sale bête ! (2021) ( comprend : sous le signe du taureau, Drôle de cadeau, Rêve de star, Le grain de sable, Un divan, Chouette d'être vieux, Tombé du nid, Revers de médaille, La première fois, César et moi, Nouvelle couche, L'argent me perdra)
Tome 35 : Trop tôt pour toi, gamin ! (2022)
Tome 36 : Transport à risques (2024)

## Séries dérivées

### Albums
- Cédric album spécial :

1. La BD dont tu es le héros ! (2008)

- Cédric Best Of :

1. Faits d'hiver (2008)
2. Dérapages contrôlés (2009)
3. Souriez, les copains ! (2010)
4. Feu aux trousses (2010)
5. Chen et moi (2012)
6. Quelle famille ! (2013)
7. Tous en scène (2014)
8. Drone d'anniversaire ! (2016)
9. Merci Pépé Noël (2017)

### Les Aventures dans laBibliothèque rose
C'est en 2002 que Cédric y fait sa première apparition dans un livre relié sans images. Ils comptent aujourd'hui vingt-trois titres, et 1,8 million d’exemplaires vendus depuis 2002 (vingt premiers titres).
1. Moi, j'aime l'école (2002)
2. Mon papa est astronaute (2002)
3. La Fête de l'école (2002)
4. Roulez jeunesse ! (2002)
5. La Photo (2002)
6. J'aime pas les vacances (2003)
7. Maladie d'amour (2003)
8. Tout est dans la tête (2003)
9. Des rollers à tout prix (2004)
10. Votez pour moi ! (2004)
11. Nos amies les bêtes (2004)
12. Pépé boude (2004)
13. Dîner-surprise (2005)
14. Amour et trottinette (2005)
15. Le Grand Plongeon (2005)
16. Copains, copines (2005)
17. Sacrés tempéraments ! (2006)
18. Marché conclu (2006)
19. Quel casse tête, l'amour ! (2007)
20. La Grande Course (2007)
21. Je ne suis pas une fille (2009)
22. La Guerre des portables (2009)
23. Des vacances de rêve (2010)

### Jeux vidéo
- 2005 : Cédric : Chen a disparu !
- 2006 : Cédric : La Chasse au trésor
- 2008 : Cédric : L'Anniversaire de Chen

## Série télévisée
Cédric inaugure sa carrière à la télévision en décembre 2002 sur Canal J et vingt jours après sur France 3, avec une série de dessins animés, adaptation plus ou moins libre des albums parus (disponible en DVD).
Pour les saisons 1 et 2 les épisodes ne se passent pas en temps réel, mais sont narrés par Cédric à la manière d'un journal intime (Il en a un d'ailleurs). Chaque épisode se conclut par la réplique suivante prononcée par Cédric : « Quand même, quelle vie on mène quand on a huit ans » (ou « Quelle vie on mène, quand même, quand on a huit ans »), prononcée avant qu'il ne s'endorme. À chaque fois, avant de s'endormir, il range son journal intime dans sa table de nuit.
La saison 3, les épisodes se passent cette fois-ci  en temps réel, et ne sont plus narrés par Cédric
Il existe aujourd'hui douze volumes regroupés en trois saisons.

## Adaptation au cinéma
Une adaptation cinématographique de la bande dessinée est prévue, réalisée par Gabriel Julien-Laferrière et produite par Patrice Ledoux.  En 2020, le film n'est toujours pas sorti. Il est probable que les mauvais accueils critiques des récentes adaptations de BD (Spirou et Fantasio, Gaston Lagaffe, Benoît Brisefer, Boule et Bill, etc.) n'encourage pas sa réalisation. 